# Протестантизм в Нигере
Протестантизм в Нигере — крупнейшее направление христианства в стране. Исследование Pew Research Center в 2010 году насчитало в Нигере 80 тысяч протестантов. По данным того же исследования, протестанты составляли свыше 70% всех христиан страны. По данным энциклопедии «Религии мира» Дж. Г. Мелтона  в 1970 году в стране было лишь 3,4 тыс. протестантов и верующих независимых христианских церквей протестантского толка, в 2000 году число верующих данного направления достигло 38 тыс..

## История
Первые христиане появляются на территории современного Нигера в VII веке, спасаясь от арабского вторжения в Северную Африку. В дальнейшем их след теряется.
Первые протестантские миссионеры из Суданской внутренней миссии начали работу в Нигере в 1923 году среди хауса. В следующем году была основана миссия в Зиндере. Работа миссии сопровождалась различными гуманитарными программами, включая служение для прокажённых. В дальнейшем, миссионерская деятельность привела к созданию Евангелической церкви Нигера (независимая церковь евангельского толка). В 1991 году церковь пережила раскол, что привело к появлению ещё двух деноминаций — Союза евангельских протестантских церквей Нигера и Евангелической церкви Салама.
В 1927 году в Нигер прибыли первые баптистские миссионеры. Их служение закончилось созданием Евангельской баптистской церкви. В 1966 году баптистская международная миссия основала в Чаде ещё одну церковь, в 1973 году Южная баптистская конвенция прислала в Нигер миссионеров, основавших третью баптистскую церковь. 
В 1960-х годах в Нигере начинают служение пятидесятники из Нигерии. В 1985 году к ним присоединяются миссионеры Ассамблей Бога.
В конце 1985 году в стране появляется Новоапостольская церковь. В начале 1990-х годов выходцами из Того и Бенин была основана методистская церковь.

## Современное состояние
В 2001 году в Нигере насчитывалось 11,5 тыс. евангельских христиан; 10 тыс. пятидесятников и харизматов (в т.ч. Ассамблеи Бога — 2 тыс.); 3,5 тыс. верующих Новоапостольской церкви; 1,5 тыс. баптистов. Ещё 10 тыс. человек являлись изолированными «радио-верующими». В связи со стремительным ростом протестантизма в Нигере, начавшимся в XXI веке, вышеприведённые данные устарели.
В 2011 году в Нигере также действовала одна адвентистская церковь (227 членов) и одна методистская община.
Доля протестантов значительно растёт среди проживающих в Нигере народов гурма, йоруба, моси, бамбара и фулани.
По состоянию на 2010 год ни одна из церквей Нигера не входит во Всемирный совет церквей.